# Stanisław Michalski
Stanisław Zdzisław Michalski (Vilnius, 3 de setembro de 1932 - Gdańsk, 1 de fevereiro de 2011) foi um ator polonês. Em 1974, ele estrelou o filme Potop, dirigido por Jerzy Hoffman.